# Liste der Monuments historiques in Courcelles-lès-Montbard
Die Liste der Monuments historiques in Courcelles-lès-Montbard führt die Monuments historiques in der französischen Gemeinde Courcelles-lès-Montbard auf.

## Liste der Immobilien
| Bezeichnung                        | Beschreibung                             | Standort           | Kennzeichnung | Schutzstatus | Datum | Bild           |
| ---------------------------------- | ---------------------------------------- | ------------------ | ------------- | ------------ | ----- | -------------- |
| Château de Courcelles-lès-Montbard | Burg, zweite Hälfte des 13. Jahrhunderts | 2 Rue Haute (Lage) | PA00112239    | Classé       | 1992  | weitere Bilder |

## Liste der Objekte
| Bezeichnung              | Beschreibung                           | Standort                       | Kennzeichnung | Schutzstatus | Datum | Bild |
| ------------------------ | -------------------------------------- | ------------------------------ | ------------- | ------------ | ----- | ---- |
| Skulptur eines Bischofs  | Stein, farbig gefasst, 16. Jahrhundert | in der Kirche St-Pierre (Lage) | PM21000686    | Classé       | 1931  |      |
| Skulptur Heiliger Rochus | Stein, farbig gefasst, 16. Jahrhundert | in der Kirche St-Pierre (Lage) | PM21003530    | Inscrit      | 1975  |      |
| Skulptur Heilige Anna    | Stein, farbig gefasst, 16. Jahrhundert | in der Kirche St-Pierre (Lage) | PM21003531    | Inscrit      | 1975  |      |